# Euryleptidae
Famille
Les Euryleptidae sont une famille de vers plats marins du sous-ordre des Cotylea (ordre des Polycladia).

## Systématique

### Famille des Euryleptidae
Le noms valides complet (avec auteur) de ce taxon est Euryleptidae, Stimpson, 1857.
Synonymes
Le nom complet Euryleptidae Lang, 1884 est incorrect : c'est une erreur d'attribution.
Les sous-familles Euryleptinae Hallez, 1913 et Laidlawiinae Hallez, 1913 sont non utilisées dans la base de données World Register of Marine Species (23 novembre 2023), donc synonymes de Euryleptidae.

### Liste des genres
Selon la base de données World Register of Marine Species (23 novembre 2023), la famille des Euryleptidae regroupe les genres suivants :
- genre Acerotisa Strand, 1928
- genre Anciliplana Heath & McGregor, 1912
- genre Ascidiophilla Newman, 2002
- genre Cycloporus Lang, 1884
- genre Eurylepta Ehrenberg, 1831
- genre Katheurylepta Faubel, 1984
- genre Leptoteredra Hallez, 1913
- genre Maritigrella Newman & Cannon, 2000
- genre Oligoclado Pearse, 1938
- genre Oligocladus Lang, 1884
- genre Parastylostomum Faubel, 1984
- genre Pareurylepta Faubel, 1984
- genre Praestheceraeus Faubel, 1984
- genre Prostheceraeus Schmarda, 1859
- genre Stygolepta Faubel, 1984

Synonymes
- le genre Aceros Lang, 1884 est Acerotisa Strand, 1928
- le genre Doris Pennant, 1777 est Eurylepta Ehrenberg, 1831
- le genre Hymania Pearse & Littler, 1938 est Oligoclado Pearse, 1938

Reclassements
- Le genre Stylostomum Lang, 1884 est déplacé dans la famille des Stylostomidae
- Le genre Euryleptodes Heath & McGregor, 1912 est déplacé dans la famille des Stylostomidae

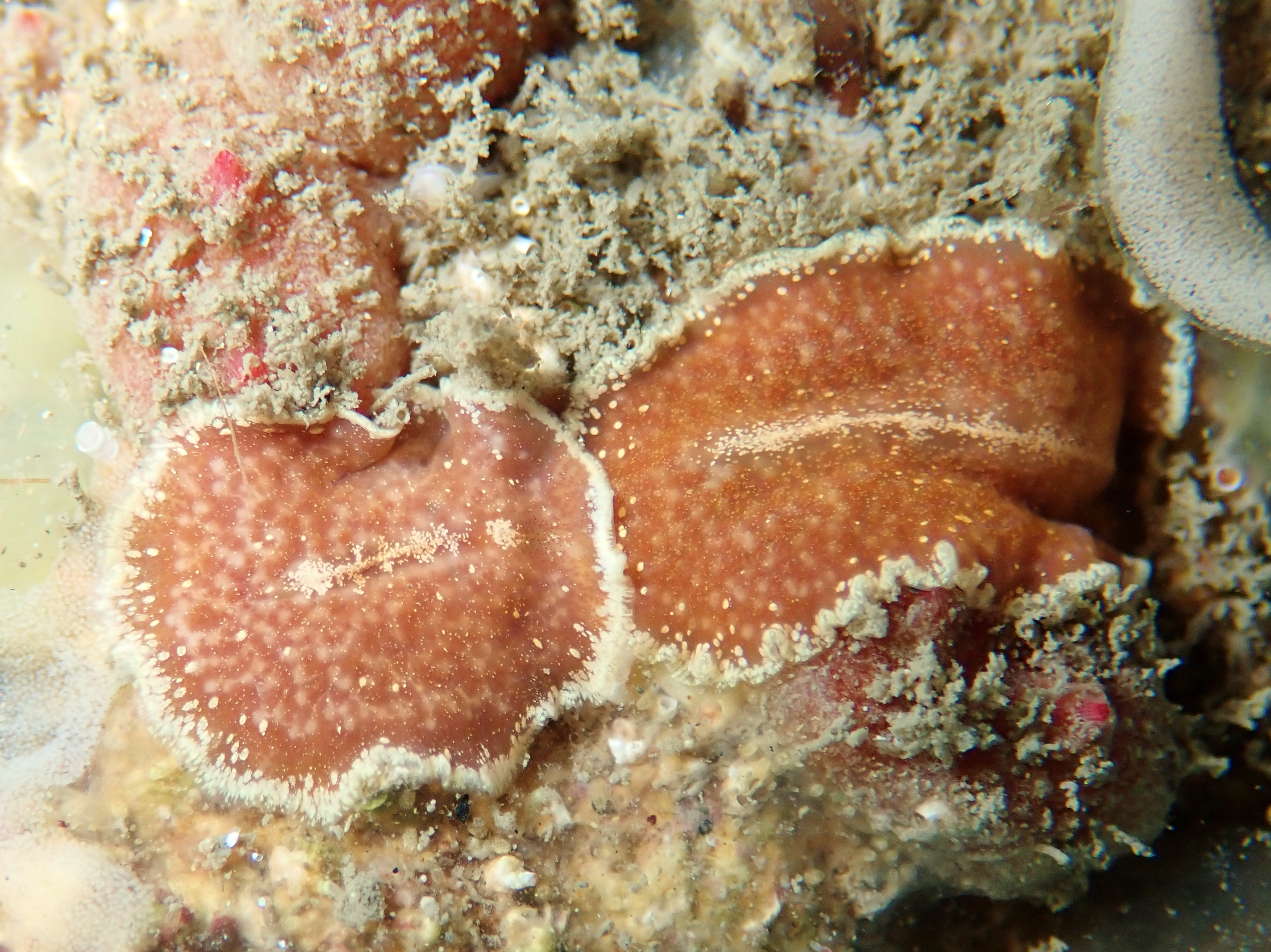
Cycloporus papillosus
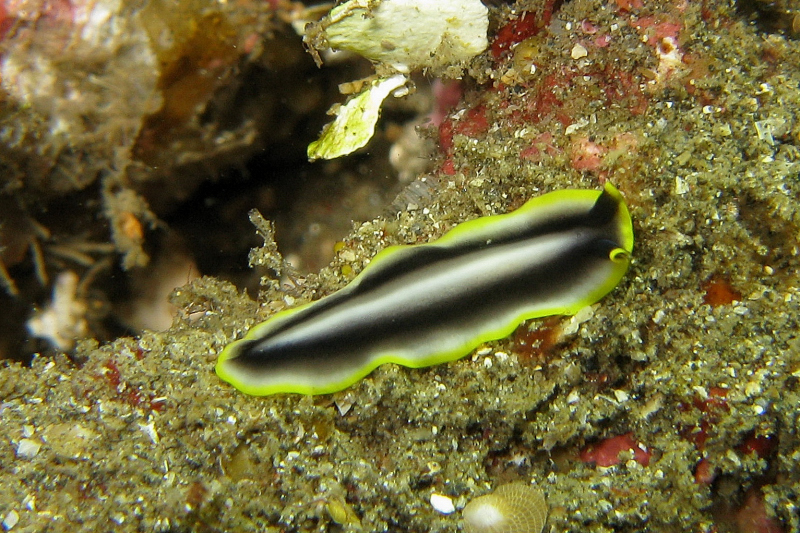
Eurylepta sp.
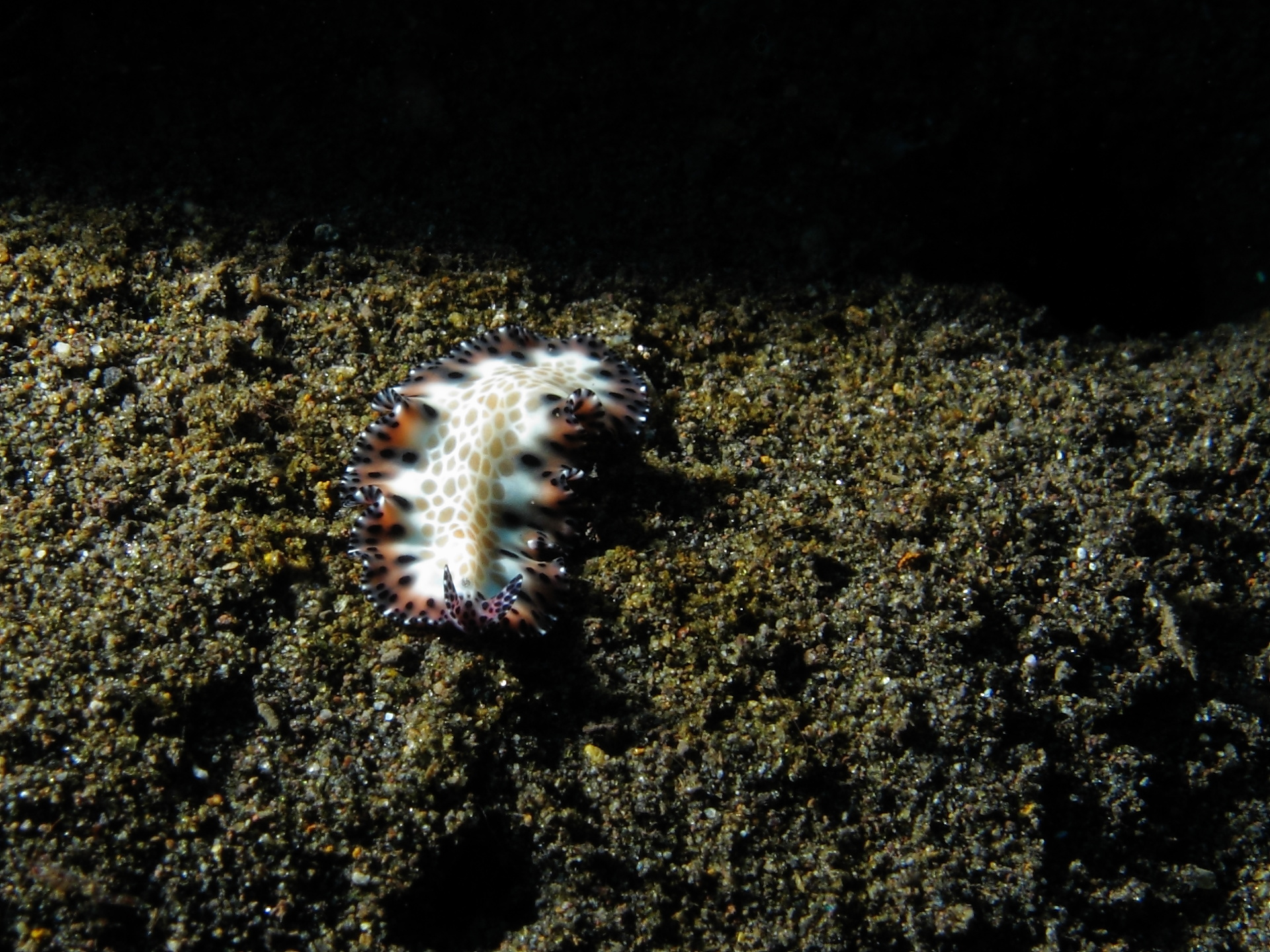
Maritigrella fuscopunctata
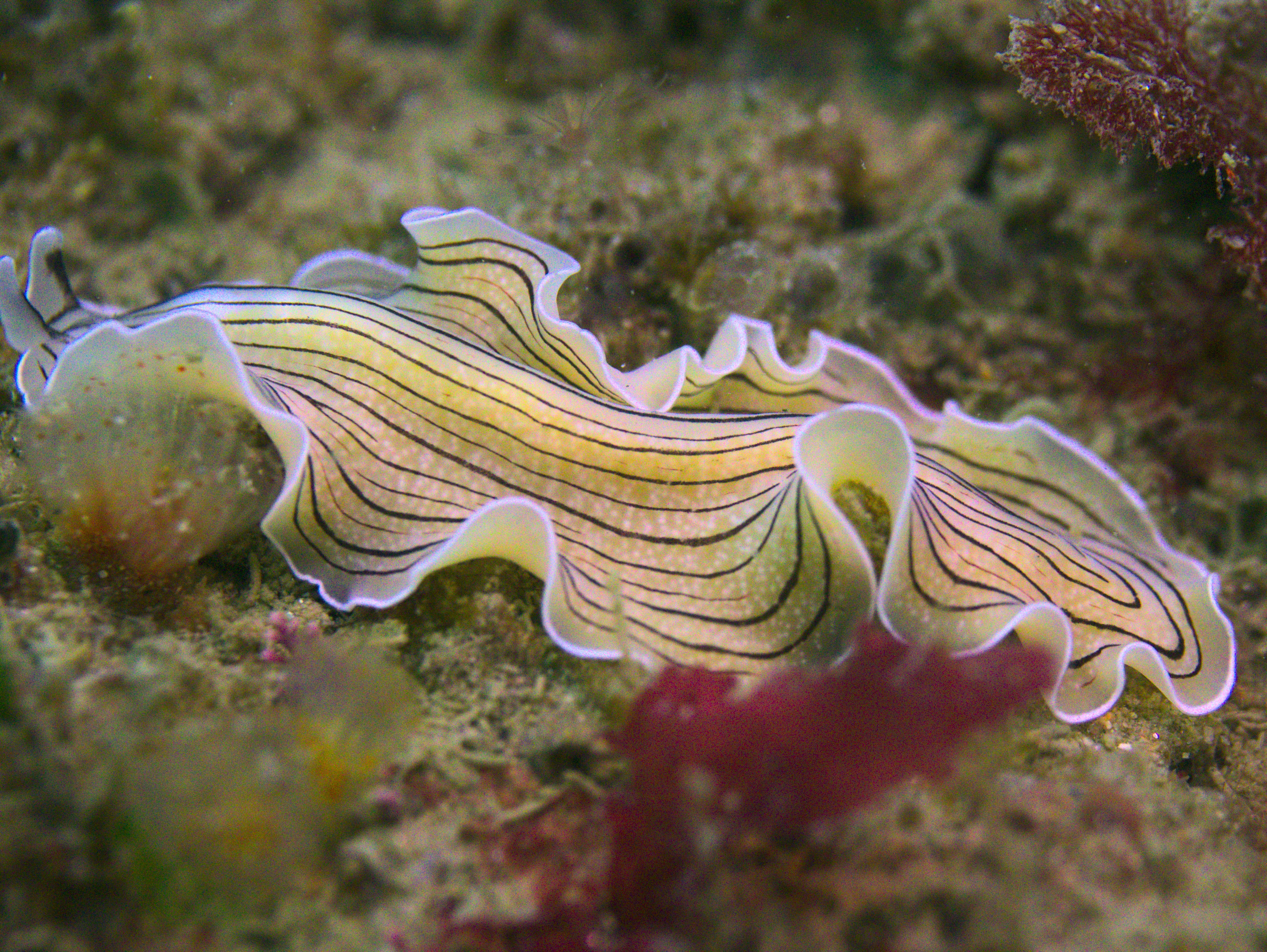
Prostheceraeus vittatus